# Schéma quinaire
Le schéma quinaire est un type de schéma narratif, c'est-à-dire de construction du récit, décrit par Paul Larivaille dans « L'Analyse (morpho)logique du récit ». Il a été utilisé d'abord pour décrire la structure élémentaire des contes.
Ce schéma s'inspire essentiellement des études de Vladimir Propp sur le conte que l'auteur enrichit des réflexions de Claude Bremond sur le début, le milieu et la fin. Larivaille simplifie donc le schéma de Propp jusqu'à en arriver à formuler un schéma en cinq étapes, la première et la dernière décrivant des états et les trois étapes centrales, qu'il considère comme le noyau du conte, décrivant des actions. Il précise également que certaines étapes peuvent être supprimées par l'auteur, d'autres être doublées ou triplées.
1. Situation initiale : le décor est planté, le lieu et les personnages introduits et décrits
2. Complication : perturbation de la situation initiale
3. Action : moyens utilisés par les personnages pour résoudre la perturbation
4. Résolution : conséquence de l'action
5. Situation finale : résultante de la résolution, équilibre final

Par la suite, le schéma quinaire a été adopté par la linguistique textuelle (cf. Adam 1997) pour décrire un type de séquence prototypique organisant la textualité, à côté d'autre séquences telles que la description, l'argumentation, l'explication et le dialogue.
Les approches cognitives (Baroni 2007) considèrent que ce schéma renvoie aux différentes étapes de l'actualisation de l'intrigue par un interprète plutôt qu'à la structure immanente du texte narratif. Selon cette approche, la complication agit comme un inducteur d'incertitude qui pousse l'interprète à se demander comment la situation narrative sera résolue, ce qui amène la production d'une tension narrative prenant la forme du suspense (dans le cas d'un récit chronologique), ou de la curiosité (quand la complication s'apparente à la difficulté de comprendre la nature exacte d'un événement présent ou passé, situation type du roman policier à énigme).